# Med natten mod vest
Med natten mod vest er Lars Lilholt Bands syvende album, og er fra 1991.

## Spor
- Liv efter liv
- Ofelia
- På et enkelt kort sekund
- Og så blev der ro
- Hvorend jeg giver mig hen
- Som blind passager
- Som stjernerne på himlen blå
- Elskeren fra Lübeck
- Når skibene forsvinder
- Under fuldmånens skær
- Blå ballerina sko
- Den blå hypnotisør

## Musikere
- Klaus Thrane (Trommer)
- Gert Vincent (Guitar)
- Tom Bilde (Bas)
- Tine Lilholt (Fløjte)
- Kristian Lilholt ( Keyboards)
- Lars Lilholt (vokal, violin)